# Hanky Panky
«Hanky Panky» es una canción de 1990 interpretada por la cantante estadounidense Madonna, incluida en I'm Breathless, una de las tres bandas sonoras creadas para acompañar la película Dick Tracy, dirigida y producida por Warren Beatty y coprotagonizada por la cantante. La canción surgió de una frase utilizada en una de las escenas del filme entre el personaje Breathless Mahoney (Madonna) y Dick Tracy (Beatty). La cantante compuso y produjo el tema junto con su colaborador habitual Patrick Leonard durante las tres semanas que duraron las sesiones de I'm Breathless; el arreglista Jeremy Lubbock, quien participó en la grabación, le añadió un toque de swing de los años 1930 en un estilo similar al del pianista Count Basie.
Con un ritmo rápido y bailable, «Hanky Panky» pertenece a los géneros jazz y swing, aunque también ha sido descrito como un número de electro swing. Madonna canta en un registro más bajo de lo habitual y la canción emplea un estilo cómico y una serie de recursos musicales que se inclinan hacia lo paródico. La letra se considera una oda al sadomasoquismo, en la que la narradora aprueba y suplica unas nalgadas eróticas. Dado que Dick Tracy estaba asociada con Walt Disney Pictures, la artista debió moderar el contenido y omitir algunas referencias más explícitas por exigencia de los censores de la compañía. Por su naturaleza, la letra ha sido objeto de diversos comentarios y análisis por parte de críticos y académicos, aunque Madonna confesó que todo el asunto de las nalgadas debía entenderse como un juego.
Las compañías Sire y Warner Bros. Records publicaron «Hanky Panky» como el segundo y último sencillo del álbum el 28 de junio de 1990 en los Estados Unidos y el 9 de julio de ese año en Australia y Europa. El músico estadounidense Kevin Gilbert estuvo a cargo de las remezclas, caracterizadas por su sonido entrecortado. Tras su lanzamiento en las radios, suscitó fuertes quejas debido a las insinuaciones sexuales en la letra, lo que provocó que algunas emisoras estadounidenses y canadienses se negaran a transmitir la canción. En términos generales, obtuvo reseñas favorables de los críticos musicales, quienes pusieron énfasis en la letra y resaltaron la producción y la voz de la cantante.
Desde el punto de vista comercial, alcanzó el primer puesto en Finlandia y en la lista European Airplay Top 50 y estuvo entre las diez mejores posiciones en Argentina, Australia, Canadá, Irlanda, Italia, Nueva Zelanda y el Reino Unido. En los Estados Unidos, ocupó el décimo lugar en la lista Billboard Hot 100 y fue el vigésimo top diez de Madonna; con ello, logró posicionar veinte sencillos entre los diez primeros en un período de seis años y nueve meses, récord que mantuvo por poco más de veinte años. La cantante presentó el tema en la gira Blond Ambition (1990) en un estilo burlesco y catorce años después en el Re-Invention World Tour (2004), donde abría el tercer segmento del espectáculo, de temática circense y carnavalesca. Algunos artistas interpretaron una versión de «Hanky Panky» especialmente para álbumes tributo a Madonna.

## Antecedentes
En 1990, Madonna coprotagonizó junto con Warren Beatty, Al Pacino y Dustin Hoffman la película Dick Tracy. Dirigida y producida por Beatty, que en ese momento era pareja de la cantante, fue una adaptación de la tira cómica del mismo nombre, creada por Chester Gould y publicada por primera vez en octubre de 1931, y estaba ambientada en los «sórdidos mundos» de los gánster de los años 1930. Beatty, que había intentado realizar la película desde la década de 1970, adquirió los derechos en 1985 y la productora Walt Disney Pictures dio luz verde al proyecto tres años después con un presupuesto inicial de 25 millones USD. Madonna interpretó a la villana Breathless «The Bank» Mahoney, una cantante de club nocturno caracterizada como una mujer fatal que se enamora de Dick Tracy (Beatty) e intenta robárselo a su novia Tess Trueheart (Glenne Headly). Dicho rol fue escrito especialmente para ella, dado que Mahoney no formaba parte de los personajes originales de la tira. El rodaje inició en febrero de 1989 y el estreno tuvo lugar en junio del año siguiente; en general, logró una buena recepción crítica y comercial y obtuvo varias nominaciones a los premios Óscar.
La música fue un «componente crucial» de Dick Tracy y contó con tres álbumes distintos: Danny Elfman compuso la música orquestal e instrumental y Andy Paley produjo la banda sonora oficial con temas al estilo de los años 1930 que luego grabaron otros artistas. Sumado a ello, Beatty contrató a Stephen Sondheim, quien compuso tres canciones originales con influencias del jazz —«Sooner or Later», «More» y «What Can You Lose»— que fueron interpretadas por Madonna e incluidas en I'm Breathless, la tercera banda sonora. Este último disco fue concebido por la cantante para que encajara con la época en la que transcurre la película y es una colección de melodías «complejas» de jazz de big band, por lo que representó un «importante» cambio musical» en su carrera.

## Desarrollo
Además de las tres canciones de Sondheim, así como dos más compuestas por Paley tituladas «I'm Going Bananas» y «Now I'm Following You», para I'm Breathless Madonna trabajó con su colaborador habitual Patrick Leonard, con quien desarrolló otros cinco temas basados en los personajes y el ambiente que inspiraba la película, entre ellos «Hanky Panky», compuesto durante las tres semanas que duraron las sesiones del proyecto. Dicha canción surgió de la frase «más provocativa» utilizada en el filme, cuando Breathless Mahoney alaba «las virtudes de unos buenos azotes» y le dice al personaje de Beatty: «No sabes si pegarme o besarme. Me ocurre a menudo» (You don't know wheter to hit me or kiss me, I get a lot of that). No obstante, según el periodista y autor Christopher Andersen, la idea de «Hanky Panky» también provino de una visita que hizo Madonna una noche al S&M Club Nine de Nueva York, así como a otros clubes sexuales de Estados Unidos que solía frecuentar.
Sobre la composición, Leonard recordó que había compuesto la música y lo primero que cantó ella fue «probablemente [el título]»; continuó: «De inmediato, allí estaba, y como no soy de los que rehúyen, estaba en la lista de canciones. Creo que las cosas se hacen mucho más grandes cuando salen del estudio. Cuando las experimentamos, es algo de lo que reírse». En el programa de entrevistas del presentador estadounidense Arsenio Hall, la artista habló sobre el significado y comentó que trataba sobre «el tipo de azote que recibes cuando te portas bien, cuando has sido una buena chica». Cuando Hall le preguntó si la canción expresaba sus propios sentimientos sobre la disciplina, respondió: «Definitivamente. Aunque no me gusta que sean muy fuertes. Solo un poco de escozor y está bien». Dado que la película estaba asociada con Disney, la artista tuvo que moderar la letra y omitir algunas referencias más explícitas sobre el sadomasoquismo y la masturbación por exigencia de los censores de la compañía, quienes estaban preocupados por su imagen familiar.

## Grabación
Compuesta y producida por Madonna y Leonard, la grabación de «Hanky Panky» tuvo lugar en los estudios Johnny Yuma Recording y Ocean Way de Los Ángeles, en California. Además de Leonard, que tocó el teclado, los demás músicos que participaron incluyeron a Jeff Porcaro en la batería, Guy Pratt en el bajo y Donna De Lory, Niki Haris y N'Dea Davenport en los coros. Brian Malouf fue el responsable de la ingeniería y la mezcla, bajo la asistencia de Patrick MacDougall, en los estudios Can-Am Recording de Tarzana, mientras que la masterización estuvo a cargo de Stephen Marcussen en Precision Lacquer (Hollywood). Beatty estuvo presente el día que Madonna grabó las voces para la canción. Un técnico recordó:

El ambiente en el estudio era tan cargado e íntimo que me sentí como si estuviera entrometiéndome en algo privado. Ella era insinuante y él lo disfrutaba. Definitivamente sabe cómo mantener interesado a un hombre. Además, estaba orgullosa de estar allí con Warren. Lo llevaba como una medalla de honor. Algunos murmuraban que él solo la estaba usando para ayudar a promocionar su película. Eso me pareció posible, pero, sin dudas, ella también lo utilizaba a él. Eran felices juntos, pero no coincidían igualmente.

Para añadirle un toque de swing de los años 1930 a «Hanky Panky» —así como a otras canciones de la banda sonora— Madonna contactó al arreglista británico Jeremy Lubbock, quien había trabajado anteriormente con otros artistas de distintos géneros musicales como Barbra Streisand, Chicago, Joni Mitchell, Michael Jackson y Sting, entre muchos otros. Lubbock se mostró sorprendido ante la «inesperada» solicitud de la cantante de trabajar con ella y su equipo, pero supuso que había sido contactado dado su trabajo con Sondheim en The Broadway Album (1985) de Streisand. Para «Hanky Panky», realizó un arreglo al estilo del pianista estadounidense Count Basie, decisión que todos en el estudio concordaron. En una entrevista con Billboard, admitió que fue uno de los proyectos «más agradables» en los que ha estado involucrado y añadió que «Madonna sabe exactamente lo que quiere y tiene valor para conseguirlo».

## Composición

### Música
| De repente, las cortinas son arrojadas y estamos en medio de una escena de acción, muy de finales del siglo XX. La letra y los giros armónicos provocan algunos destellos durante el proceso, con una línea de bajo en aumento que se retuerce de manera insinuante e irresistible. —El escritor Robert Matthew-Walker en una descripción sobre la música de «Hanky Panky». |

Con un ritmo «sencillo, rápido y bailable», «Hanky Panky» pertenece a los géneros jazz y swing, aunque también ha sido descrita como una canción de electro swing. Tanto el biógrafo Norman King como Jon Pareles de The New York Times lo caracterizaron como un tema blues de big band, mientras que Tom Ford del Toledo Blade le pareció más que tenía un estilo boogie-woogie, opinión que compartió Peter B. King de The Pittsburgh Press. En otros puntos de vista, Lucy O'Brien observó que tenía un aire de jive «roquero», y Tárik de Souza —del periódico portugués Jornal do Brasil— la comparó con una canción para bailar charlestón. Según la partitura publicada en Musicnotes por EMI Music Publishing, se establece en un compás de 4/4 con un tempo «moderadamente lento» de 70 pulsaciones por minuto. Está compuesta en la tonalidad de re menor y el registro vocal de Madonna se extiende desde la nota si3 a re5. Sigue una progresión armónica de re menor-do-si menor-la7sus-la7-sol7-la7sus-la7 al comienzo y luego continúa con re menor-la-si bemol mayor9-la7-re menor-do-si menor-la7sus-la7-sol7-la7sus-la7 cuando inicia el swing rápido.
Madonna interpreta la canción en un registro más bajo de lo habitual. Además, emplea un estilo cómico y una serie de recursos musicales y escénicos que se inclinan hacia lo paródico, pese a que no esté explícito lo que se está parodiando exactamente. En este sentido, Freya Jarman-Ivens, coeditora del libro Madonna's Drowned Worlds (2004), sostiene que el tema «es demasiado alegre para dar un aire de seriedad al asunto», de manera que la sensación general es de «parodia o ironía». Por otro lado, los instrumentos de big band y la presencia de las coristas hacen referencia a la época en la que transcurre Dick Tracy y resaltan la imagen de «novia de gánster» de Breathless Mahoney. Inicia con una «dramática» introducción «bastante lenta» de piano y cuerdas, similar a la música de fondo de una película de suspenso y misterio, de tal manera que no ofrece «ninguna pista» al oyente «de lo que [le] espera». En palabras del escritor y editor Robert Matthew-Walker, «es un comienzo instrumental frío y bastante mesurado, como una pieza ordinaria de clavecín del siglo XVIII». A continuación, la música cambia de manera repentina a un número jazz y boogie con una línea de bajo de walking bass y un cambio de nota de menor a mayor en el estribillo. Sigue el estilo swingbeat popular de principios de la década de 1990: un patrón rítmico, un piano y un bajo de swing, así como un escaso arreglo de viento.

### Letra

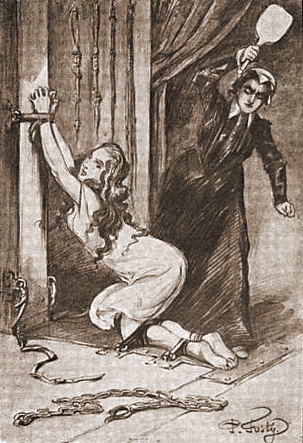
«Hanky Panky» se considera una oda al sadomasoquismo, en la que la narradora aprueba y suplica unas nalgadas eróticas, por lo que el contenido de la letra atrajo diversos comentarios y análisis por parte de críticos y académicos

Considerada una «oda al sadomasoquismo suave», la letra de «Hanky Panky» trata sobre la disciplina sexual en la que la narradora aprueba y suplica unas nalgadas eróticas, lo cual se refleja en los versos Treat me like I'm a bad girl / Even when I'm being good to you / I don't want you to thank me / You can just spank me («Trátame como si fuera una chica mala, incluso cuando me porto bien contigo, no quiero que me des las gracias, puedes darme unas nalgadas»). En la primera estrofa, «escarba» el sadomasoquismo al recitar: «A algunas chicas les gusta lo dulce; a otras, sudar, yo me conformaré con el dorso de tu mano en algún lugar de mi trasero» (Some girls they like candy / And other like to grind / I'll settle for the back of your hand / Somewhere on my behind). En la siguiente estrofa, «exige exactamente lo que quiere» al declarar que «a algunos chicos les gusta decir cosas bonitas; a otros, provocar, átame las manos detrás de la espalda y, oh, estoy en éxtasis» (Some guys like to sweet talk / Some guys like to tease / Tie my hands behind my back and, ooo, I'm in ecstasy), que los redactores de People consideraron «un canto a la perversión», y luego canta con «demasiada autoridad» y «seguridad» sobre esos placeres y su insistencia en ellos: «Por favor, no llames al doctor, porque no me pasa nada malo, solo me gustan las cosas un poco duras, y será mejor que no discrepes» (Please don't call the doctor / Because there's nothing wrong with me / I just like things a little rough / And you better not disagree). El estribillo incluye el verso You better like hanky panky / Nothing like a good spanky, así como la «importante» línea My bottom hurts just thinking about it («Me duele el trasero de solo pensarlo»), que vuelve a repetirse en «Now I'm Following You», otra canción de I'm Breathless a dúo con Beatty.
En la Encyclopedia Madonnica (1995), Matthew Rettenmund reparó que toda la fascinación de Madonna por el sadomasoquismo —que tiene sus raíces en sistemas de creencias basados en el castigo, como el catolicismo— ya se había contemplado antes que «Hanky Panky», precisamente, en la contraportada de su primer álbum y en los videoclips de «Burning Up» (1983) y «Express Yourself» (1989), y continuaría después con «Justify My Love» (1990), el libro Sex y el vídeo de «Erotica» (1992). Varios otros críticos y periodistas ofrecieron sus análisis a la letra. En comentarios similares, R. Murphy del Miami Herald lo consideró un «homenaje al sadomasoquismo» como parte de los «controvertidos comportamientos de Madonna»; Christopher Andersen la llamó una «controvertida oda a las glorias de los azotes»; y Blistein de Rolling Stone opinó que era una «alegre oda a las nalgadas». Para la periodista Lucy Lara del Manila Standard, glorificaba «los placeres de las nalgadas como un pasatiempo placentero», opinión que coincidió con el autor Douglas Thompson en su libro Like a Virgin: Madonna Revealed (1991). No tan distante, de acuerdo con Ron Fell de Gavin Report, emplea el «recurrente tema del castigo corporal por la emoción de hacerlo». La observación de Chris Willman de Los Angeles Times fue más profunda y comentó que, mientras que en su anterior álbum Like a Prayer la artista cantaba sobre un «amante tempestuoso, aparentemente fiel y de temperamento violento», en «Hanky Panky» explora el tema del «masoquismo sexual» en el que pide que «la aten y prácticamente suplica a Dick Tracy que la golpee hasta casi matarla. Quién lo diría». Janey Stubbs de The Oracle sintió que la «imaginería sexual un tanto sadomasoquista» que transmite Madonna en el tema, es decir, el placer que expresa al ser tratada «con rudeza y ser azotada», despertaría «mucha ira en otras mujeres que sienten que fomenta la idea de que realmente les gusta que los hombres abusen de ellas». No obstante, reconoció que la intérprete «se nutre de la polémica y no transigirá» y concluyó: «Un aspecto Marte-Urano muestra una voluntad inflexible y un deseo de hacer lo suyo a toda costa». Rikky Rooksby, autor de The Complete Guide to the Music of Madonna (2004), dijo que, a pesar de su naturaleza «inane», la canción iba a resultar polémica, «lo que solo demuestra que si Madonna no existiera, sin duda habría que inventarla».
| No quise decir eso. Creo que era solo mi enfermizo —o no tan enfermizo— sentido del humor. Lo de las nalgadas empezó porque creía que a mi personaje en Dick Tracy le gustaba que le dieran azotes, y por eso se juntaba con gente como el personaje de Al Pacino. Warren [Beatty] me pidió que escribiera algunas canciones, y una de ellas trataba de eso. En la canción, canto «no hay nada como una buena nalgada» y a la mitad digo «me duele el trasero de solo pensarlo». Cuando salió, todo el mundo empezó a preguntarme «¿te gusta que te azoten?» y yo dije «sí, sí me gusta». —Madonna en una entrevista con la actriz Carrie Fisher para Rolling Stone. |

Otros autores comprendieron el mensaje irónico de la canción. Jarman-Ivens señaló que el tipo de sexualidad sadomasoquista en «Hanky Panky» difería con la sugerida por la actriz Dita Parlo, pero que el hecho de que la intención de Madonna haya sido irónica no disminuía necesariamente la importancia de la canción, «ya que podría decirse que introduce el sadomasoquismo a la corriente principal de una manera no amenazadora». Asimismo, añadió que la falta de seriedad invita a la vez «a leer esta canción como, en cierto nivel, burlona o incluso "inauténtica"», aunque aclaró que, cuando canta el verso «me gustan las cosas un poco duras y será mejor que no discrepes», revela un discurso sadomasoquista «auténtico» y pone de manifiesto «un nivel de control sobre la situación»; por consiguiente, a pesar del sentido paródico, la artista «se compromete con un discurso sadomasoquista significativo». En Deconstructing Madonna (1993), Frank Lloyd admitió que «cualquiera que conozca de antemano la vida de Madonna y escuche la letra de "Hanky Panky" no tendrá ninguna duda de que ella tiene el control absoluto. Cuando amenaza con ponerse de mal humor si no recibe sus nalgadas, sabemos que está siendo irreverente». El académico Georges-Claude Guilbert explicó que presenta «una descripción precisa de las relaciones sadomasoquistas», pero que su evocación de los azotes debían entenderse como «claramente irónica, un poco como la del escritor posmoderno Robert Coover en Spanking the Maid (1981)». En una entrevista con la actriz estadounidense Carrie Fisher para Rolling Stone, Madonna también concordó que todo el asunto de las nalgadas era un juego. Si bien había admitido «identificarse totalmente» con la letra en el programa de Arsenio Hall, confesó que solo «estaba jugando» y que «de ninguna manera querría que alguien me azotara»; concluyó: «Es una broma. Desprecio que me azoten. Lo detesto absolutamente. Digo que quiero que me azoten, pero es como "inténtalo y te arrancaré la maldita cabeza". ¡Es una broma! [...] Me castigo de muchas maneras, pero no haciendo que me peguen. Lo detesto. Pensé que sería obvio, por mi imagen de persona que quiere ser dominante y tomar las riendas».

## Publicación
Las compañías Sire y Warner Bros. Records publicaron «Hanky Panky» como el segundo y último sencillo de I'm Breathless, después de «Vogue». Debido a que Madonna se encontraba de gira con el Blond Ambition World Tour, no se filmó un videoclip para la canción. En los Estados Unidos, salió a la venta en formato físico el 28 de junio de 1990; en Australia y Europa, estuvo disponible comercialmente el 9 de julio del mismo año, mientras que, en Japón, el 25 de ese mes a través de Warner Pioneer. La portada fue tomada por el fotógrafo francés Patrick Demarchelier y el diseño de la funda del disco estuvo a cargo de Jeri Heiden. El vinilo de 7" y el casete, así como un CD de 3" editado en Japón, incluían como lado A la versión original de «Hanky Panky» —con una duración de 3:57— y «More», otro tema de I'm Breathless, como lado B.
El compositor y músico estadounidense Kevin Gilbert estuvo a cargo de las remezclas de la canción; caracterizadas por su sonido entrecortado, llevaron por título Bare Boss Single Mix y Bare Bottom Twelve Inch Mix y se incluyeron tanto en el vinilo de 12" como en un maxisencillo en casete y en CD. Un editor de la revista Cash Box comentó que «golpean y magullan en todos los lugares adecuados» y añadió que parecían una versión ralentizada de «Goody Two Shoes» (1982) de Adam Ant combinadas con «los sonidos estridentes» de la versión original de «Hanky Panky». Poco tiempo después, las remezclas aparecieron en un EP publicado únicamente en Japón en septiembre de 1990 junto con «More» y otras remezclas de «Vogue». En 1992, la versión original del tema figuró como lado B en el casete, CD y vinilo de 7" de «This Used to Be My Playground» como parte de la edición Back to Back Hits de Sire Records, y en agosto de 2020, el maxisencillo estuvo disponible en todas las plataformas digitales.

### Controversia
Tras su lanzamiento en las radios, «Hanky Panky» suscitó «fuertes quejas» en distintas estaciones que habían empezado a reproducir la canción debido a las insinuaciones sexuales en la letra, por lo que algunas de ellas se negaron a transmitirla. Greg Lee, director de promoción nacional de Warner Bros., aseguró que la discográfica ya había persuadido a Madonna para que «suavizara» la letra y así pudiese recibir promoción en las radios. Si bien era menos gráfica en comparación con otros temas como «The Humpty Dance» de Digital Underground y «Poison» de Bell Biv DeVoe, que también generaron polémica en ese mismo periodo, Jerry McKenna, director de la emisora WXKS-FM de Boston, declaró a The Boston Globe que había recibido muchas llamadas de quejas, principalmente de mujeres, que se mostraron preocupadas por el mensaje que dejaba. Por su parte, Bill Phippen de la estación GM Power99 de Atlanta comentó que transmitieron el sencillo en cuatro periodos del día y en cada uno «nos llegaban llamadas de gente quejándose. [...] Nosotros no ponemos las reglas, el público las pone».
No obstante, la mayoría de los directores de programas que la revista Billboard había contactado consideraron que «Hanky Panky» era «inofensiva»; Karen Barber, directora de KBEQ-FM de Kansas City, afirmó: «Hice una encuesta entre las mujeres de la oficina y opinaron que era una canción divertida, pero es Madonna. Si ella la canta, no es ofensiva por toda su actitud». A su vez, Jay Rosenberg, vicepresidente y gerente de mercancías de la tienda The Wiz de Nueva York, afirmó que el sencillo sería un «éxito enorme». La controversia ocasionó que la asociación entre Madonna y la empresa Reebok no prosperara; Stephen J. Encarnacao, vicepresidente de marketing de la compañía, mencionó que «no hay duda de que es una superestrella, pero el potencial de riesgo es quizá mayor que el potencial de recompensa en este momento, dada la controvertida dirección que está tomando. Cualquier tipo de talento como ella que desanime a un segmento tan amplio de padres como de niños es arriesgado».
La situación se trasladó a Canadá, donde algunas emisoras se mostraron preocupadas por el contenido e incluso otras la añadieron a la lista negra. Ross Davies, director de la estación CHUM FM de Toronto, explicó que recibió una gran respuesta de padres y que su mayor preocupación era la reacción que tendrían sus hijas al escuchar la canción, dado que muchas de ellas «adoran a Madonna»; agregó: «Nos preocupamos cuando la agregamos a la programación... esperábamos que no se percibiera como algo más que diversión ligera. Por desgracia, no fue así cómo se recibió». Por el contrario, Don Stevens, director de la emisora de la competencia, CFTR, admitió que, más allá de «una llamada, quizás dos», no recibió comentarios negativos y concluyó: «Se puede interpretar cualquier cosa en cualquier canción y, si la gente quiere interpretar que es abusiva hacia las mujeres... pues que así sea». En Irlanda, dos organizaciones de Dublín acusaron a la artista de «glorificar la violencia contra la mujer», especialmente por el verso I'll settle for the back of your hand («Me conformo con el dorso de tu mano»); el National Women's Council of Ireland (NWCI) calificó a la canción de «altamente peligrosa» y Women's Aid dijo que era «extremadamente dañina».

## Recepción comercial

### Estados Unidos

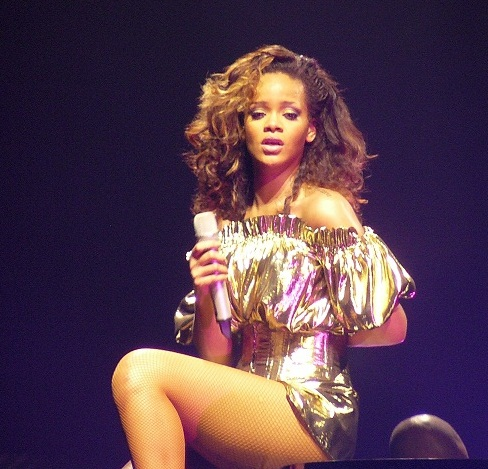
Con «Hanky Panky», Madonna tuvo veinte sencillos entre los diez primeros lugares del Billboard Hot 100 en un período de seis años y nueve meses, récord que mantuvo por poco más de veinte años hasta octubre de 2011, cuando la cantante barbadense Rihanna (imagen) logró la misma cantidad en seis años y cuatro meses

Pese a la polémica, en los Estados Unidos «Hanky Panky» fue la canción más agregada a las radios, con un total de difusión en 123 de las 250 estaciones del país, y el 23 de junio ingresó a la cuadragésima posición de la lista Hot 100 Airplay. En la edición siguiente, obtuvo mayor promoción en estaciones como WAPE-FM de Jacksonville, KPLZ-FM de Seattle y WPXY-FM de Rochester, por lo que también debutó en el número cuarenta en el conteo principal Billboard Hot 100 y representó el mayor debut de esa fecha. Tras su lanzamiento en formato físico a finales de ese mes, ascendió hasta el décimo puesto en su quinta semana, por lo que Madonna consiguió su vigésimo top diez en la lista; Paul Grein señaló que, en ese momento, dicho total era más que los de Whitney Houston y Janet Jackson combinados. Supuso también el primer top diez —sin contar los sencillos número uno— en más de diez años en alcanzar su posición más alta en su quinta semana desde «Tusk» (1979) de la banda británica Fleetwood Mac. Madonna tuvo veinte sencillos entre los diez primeros lugares del Hot 100 en un período de seis años y nueve meses —desde su primera entrada a la lista con «Holiday» (1983)—, récord que mantuvo por poco más de veinte años hasta octubre de 2011, cuando la cantante barbadense Rihanna logró la misma cantidad en seis años y cuatro meses. Aun así, Matthew Rettenmund señaló que habría subido más posiciones de haber tenido más difusión en las radios. Permaneció once semanas en total, cuando hizo su última aparición el 8 de septiembre en el puesto 98; Grein notó que «Vogue», el anterior sencillo de la banda sonora, aún permanecía dentro del Hot 100 cuando «Hanky Panky» abandonó la lista. En enero de 2012, Billboard reveló las canciones más exitosas de Sire Records en el Hot 100 y «Hanky Panky» se ubicó en el número 44. Diez años después, para agosto de 2022, pasó a ser el 36.º sencillo más exitoso de la cantante en el mismo conteo.
En los demás conteos, alcanzó la novena posición en Dance Singles Sales, la undécima en Hot 100 Airplay, la decimotercera en Hot 100 Sales y la vigesimotercera en Crossover Top 40/Dance. Además de Billboard, la canción también ingresó a varias otras listas musicales. Ocupó el séptimo puesto en el ranquin de música dance de Cash Box, así como al octavo en el principal Top 100 Singles de dicha revista y en Mainstream Top 40 de Hitmakers. En esta última publicación, fue el noveno sencillo más vendido de la semana del 27 de julio en la lista National Retail Chart, y también se ubicó en la novena posición en Gavin Report Top 40, Observer-Reporter The Hit List y The Network 40 Hit Singles. En Radio & Records, ocupó el décimo puesto del conteo CHR/Pop el 22 de junio de 1990, aunque permaneció solo siete semanas en total, la menor cantidad desde su anterior sencillo «Spotlight» (1988), que estuvo cinco semanas; aun así, al igual que en el Billboard Hot 100, fue su vigésimo top diez y el tercero de manera consecutiva después de «Keep It Together» y «Vogue». Por último, alcanzó el decimosegundo lugar en el ranquin Top 50 Singles de Hits y el decimonoveno en Crossover Top 40 de Hitmakers. «Hanky Panky» fue el octavo sencillo de la artista en obtener un disco de oro por parte de la Recording Industry Association of America (RIAA) tras superar el medio millón de copias vendidas en el país en septiembre de 1990, tres meses después de su publicación.

### Europa
El recibimiento comercial en Europa fue favorable. En Finlandia, alcanzó el primer lugar en julio de 1990 tanto en la lista de ventas como en la de radios; en la primera, fue el quinto número uno y decimocuarto top diez de Madonna, mientras que, en la segunda, fue su segundo número uno consecutivo después de «Vogue». En el Reino Unido, debutó en el decimocuarto puesto del UK Singles Chart el 21 de julio de 1990 y el 4 de agosto ascendió hasta el segundo lugar, solo superada por «Turtle Power!», una canción novedad «poco recordada» del dúo de hip hop estadounidense Partners in Kryme. Estuvo presente un total de nueve semanas y el 1 de agosto obtuvo un disco de plata por la Industria Fonográfica Británica (BPI, por sus siglas en inglés) tras vender 200 000 copias; para octubre de 2010, las ventas ascendían a 210 000, de modo tal que fue el 31.º sencillo de la cantante con mayores ventas en el país. Alcanzó el puesto tres en Irlanda, donde permaneció seis semanas en total, y el cuatro en Italia, donde estuvo veinticuatro. En el resto de los mercados europeos, llegó al decimotercer puesto en España y en la lista Nederlandse Top 40 de los Países Bajos, al decimoquinto en Bélgica y Suiza, al vigésimo en Austria y al vigesimoprimero en Alemania y en el conteo Single Top 100 de los Países Bajos.
En el European Airplay Top 50 de la revista Music & Media, «Hanky Panky» tuvo el segundo mejor debut en la edición del 21 de julio de 1990 tras ingresar en el puesto 33. Casi un mes después, subió hasta la cima del conteo y estuvo cuatro semanas consecutivas allí hasta el 1 de septiembre; fue el segundo sencillo número uno de la banda sonora, después de que «Vogue» liderara la lista por seis ediciones seguidas. En el Eurochart Hot 100 Singles, alcanzó la cuarta posición por detrás de «U Can't Touch This» de MC Hammer, «Ooops Up» del rapero Snap! y «Turtle Power!» de Partners in Kryme; permaneció diez semanas en total y fue el decimonoveno top diez de Madonna. A finales del año, fue el sexto sencillo dance más reproducido en las radios y se ubicó en los números 24 y 89 en las listas anuales de European Airplay y Eurochart Hot 100, respectivamente.

### Otros mercados

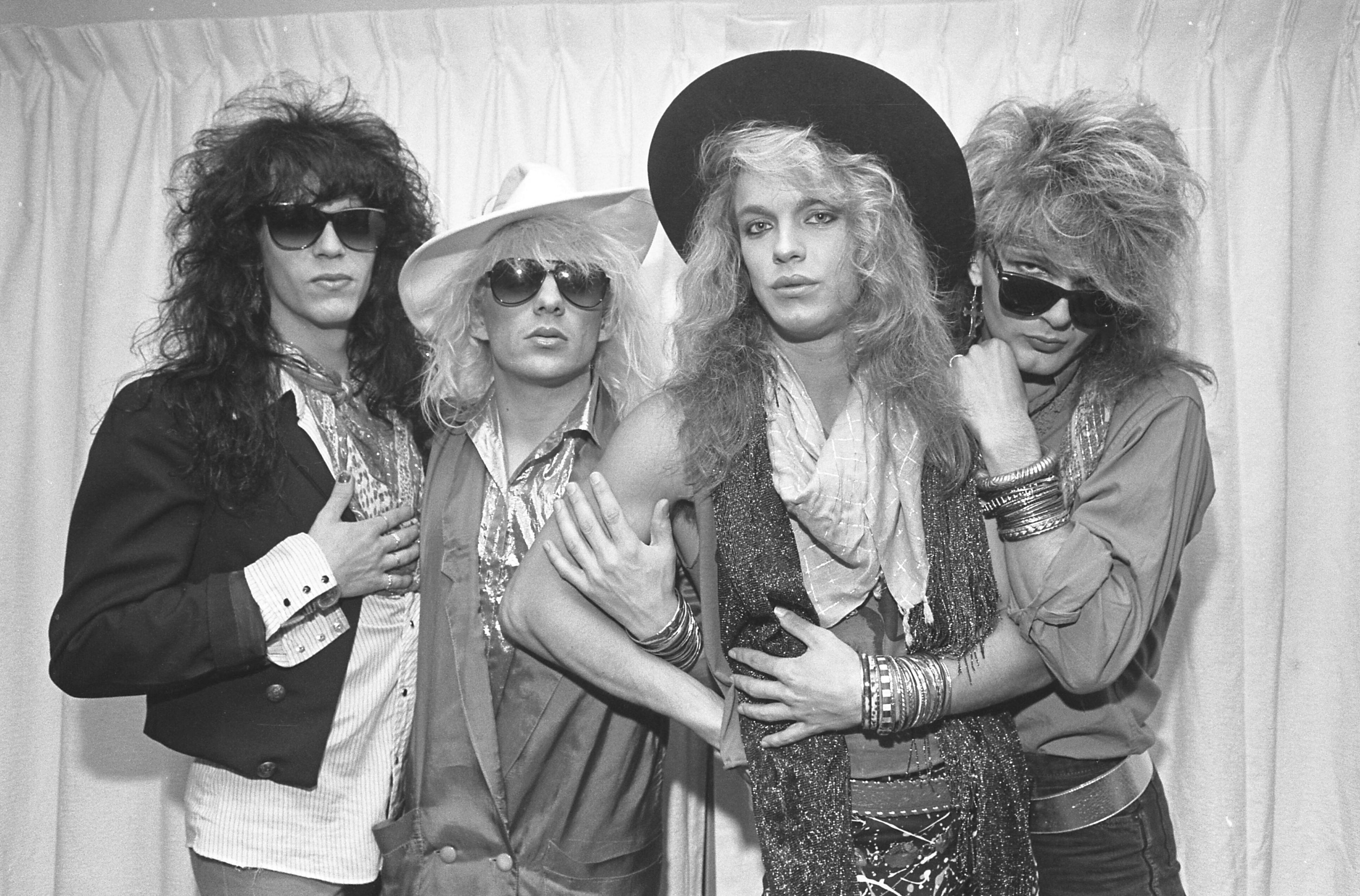
En Canadá, «Unskinny Bop» de la banda estadounidense Poison (imagen) evitó que «Hanky Panky» alcanzara el primer lugar en la lista Retail Singles de The Record

En la edición del 11 de septiembre de 1990, «Hanky Panky» —bajo el título de «Dick Tracy»— fue la tercera canción más exitosa en la lista de popularidad de la Cámara Argentina del Disco, por detrás de «The Emperor's New Clothes» de Sinead O'Connor y «U Can't Touch This» de MC Hammer, mientras que en Caracas (Venezuela), ocupó la cuarta posición. En Australia, ingresó al puesto dieciocho de la lista ARIA Top 50 Singles el 29 de julio y, el 19 de agosto de ese año, subió hasta el número seis. Estuvo en total quince semanas, cinco de ellas en los diez primeros lugares, y finalizó en el 45.º puesto de los sencillos más vendidos del año. La Australian Recording Industry Association (ARIA) lo certificó con un disco de oro por la distribución de 35 000 ejemplares. De manera similar, en Nueva Zelanda debutó en la vigesimotercera posición del conteo oficial el 29 de julio y también llegó a la sexta el 26 de agosto. A diferencia de Australia, aquí permaneció cuatro semanas no consecutivas entre los diez principales y doce en total.
En Canadá, pese a que algunas emisoras la incluyeron en su lista negra, «Hanky Panky» fue una de las canciones más populares tras su lanzamiento en el país y tuvo una «fuerte presencia» en estaciones como LG73 de Vancouver, 88.7 The Mix de Windsor y CJCB de Sydney. El 30 de junio, debutó en el número 92 en el conteo Top 100 Singles de la revista RPM; en la edición siguiente, subió nueve lugares hasta el 83 mientras «Vogue» aún permanecía entre los tres mejores puestos. Finalmente, el 25 de agosto alcanzó la decimoctava casilla y permaneció trece semanas en total, cuando hizo su última aparición el 22 de septiembre en el número 79. Además de RPM, la canción ocupó el segundo puesto en la lista Retail Singles de The Record, solo por detrás de «Unskinny Bop» de la banda estadounidense Poison, así como el tercero en el conteo Contemporary Hit Radio.

## Recepción crítica
En términos generales, «Hanky Panky» obtuvo comentarios favorables de críticos y periodistas musicales, quienes pusieron énfasis en la producción y la voz de Madonna. Por ejemplo, Tom Ford de Toledo Blade la calificó como la mejor canción de I'm Breathles y señaló que su registro tenía una profundidad «nunca antes oída». Joe Lynch de Billboard elogió a la cantante por ofrecer «algunas de sus mejores interpretaciones vocales». De la misma revista, otro editor lo describió como un número de «jive erótico y provocativo», mientras que Bill Coleman la citó como una de las pocas canciones del material que «se prestan fácilmente para ser remezcladas». David Giles de Music Week opinó que era «puro Hollywood, y posiblemente otro número uno» para la intérprete. El escritor y editor Robert Matthew-Walker la denominó una «gran canción, asombrosa [y] jadeante, sobre la que bien podría escribirse un capítulo» y resaltó que fue interpretada «brillantemente» y producida «de manera extraordinaria». En su crítica a la banda sonora, Mark Coleman de Rolling Stone manifestó que «Cry Baby», «I'm Going Bananas» y «Hanky Panky» sonaban «más legítimas» y se interpretaban «con seguridad, sin rastro de música disco». Además, sostuvo que eran títulos «suficientes para evocar los elaborados números musicales de su gira veraniega». De AllMusic, Stephen Thomas Erlewine la denominó una canción novedad «cursi cargada de doble sentido» y la seleccionó, junto con «Cry Baby» y «Vogue», entre lo más destacado del álbum. La revista Retro Pop la nombró «alegre» y Billboard «cursi» y «perversa». Barbara O'Dair de Rolling Stone declaró que el título era un «extraño conjunto de falsas melodías de época». Igualmente, Robert Christgau también opinó que era una «pieza de época falsa» y la llamó una canción «arriesgada de S&M suave». En otras reseñas, Rooksby notó la ausencia de la canción en The Immaculate Collection, el primer álbum de grandes éxitos de Madonna publicado a finales de 1990; el autor escribió que quedó excluida debido a que tuvo «tantos éxitos» en sus primeros años de carrera que «no hubo sitio» para temas como «Hanky Panky». De igual forma, un crítico del Kentucky New Era sostuvo que podría haber sido incluida en el recopilatorio en lugar de la «poco memorable» «La isla bonita» (1987).
Varios críticos utilizaron el calificativo «atrevida» para referirse a la letra, que también obtuvo diversas opiniones. En este sentido, la biógrafa Victoria Chow la denominó una «canción pervertida y atrevida en alabanza de los azotes». Joe Lynch de Billboard también utilizó este último término y Eric Henderson de Slant Magazine lo calificó como un número «atrevido de S&M», en tanto que Sal Cinquemani de la misma revista, que también la catalogó de «atrevida», observó que «Hanky Panky» tocó temas que la cantante exploraría de manera «más explícita» tiempo después en los años 1990. Sobre este último punto, Frank Lloyd notó que las connotaciones sadomasoquistas «leves» en «Hanky Panky» pronto serían eclipsadas por el libro Sex (1992) de Madonna. Lucy O'Brien lo calificó como un «osado y atrevido himno al arte de las nalgadas» y expresó que era una de las canciones de I'm Breathless que reflejaba su personalidad showgirl. Añadió que, «para su deleite, Madonna estaba tocando temas tabú» que habían obtenido una respuesta favorable. Tom Ford de Toledo Blade notó que había una «nueva madurez» en las letras que, «como siempre, coquetean con temas sexuales de forma atrevida y provocativa». Ray Boren del Deseret News afirmó que la artista es «sensual, tierna y traviesa» y le pareció «un poco más atrevida» que «Makin' Whoopee» (1928). Matthew Hocter de Albumism expresó que el «descarado» doble sentido entre el nombre de Dick Tracy y la línea «me duele el trasero de solo pensarlo» se transforman en una «combinación sexual [y] Madonna consigue de nuevo poner su exposición en primer plano». Greg Sandow de Entertainment Weekly manifestó que ese mismo verso era un «encantador reto a la censura». Ernest Hardy de Cash Box lo denominó un «homenaje a los placeres del sadomasoquismo suave», en el que Madonna «lanza frases arriesgadas y se dirige a lo más alto de las listas de éxitos sin apenas esfuerzo». Por su parte, Greg Kot del Chicago Tribune declaró que la cantante nunca había sonado «tan juguetona, al ponerse en el papel de la novia de un gánster con exquisita facilidad en temas como el picante "Hanky Panky"». Michael R. Smith de The Daily Vault la llamó «salaz» y el académico Georges Claude-Guilbert un «cómico himno a los azotes». Liz Smith del Sarasota Herald-Tribune concluyó: «¿Cómo se las arreglarán para hacer el video de esto? ¿Empezando en un club sadomasoquista?».
John Blistein de Rolling Stone creyó que la letra podía decir más sobre Madonna que su personaje Breathless en la película. En su biografía de Madonna, J. Randy Taraborrelli señaló que la pista aportó «cierta dimensión a lo que parecían los momentos más luminosos» del disco y agregó que sonaba como un «tonto e inocente jugueteo hasta que te das cuenta de lo que realmente está diciendo sin parar —el pasatiempo favorito de Warren—, ¡ser azotada!». Dave Sholin de Gavin Report comentó: «La rubia más famosa del universo se pone tan alegre que convierte su ya bien conocida afición por los juegos eróticos en un divertimiento musical seductor. No hace falta ser el mejor detective del mundo para saber por qué este tema los dejará sin aliento». Jim Zebora del Record-Journal opinó que Madonna era muy «traviesa» y que la filosofía que había adoptado en la música de sus anteriores álbumes se mantenía de manera constante en I'm Breathless. Igualmente, George Anderson del Pittsburgh Post-Gazette resaltó su «traviesa aprobación a los placeres de las nalgadas», y Jon Pareles de The New York Times la calificó como la «táctica más traviesa» de Madonna, así como un «intento calculado por el escándalo». Mark Elliott de Dig! escribió que «si la asociación con Disney también significaba que el apetito rutinario de Madonna por escandalizar tenía que bajar un poco el tono, "Hanky Panky" es un guiño pantomímico hacia su característico tema predilecto: el sexo». Peter B. King de The Pittsburgh Press expresó que era «bastante divertida», aunque, por su contenido, supuso que «seguramente recibirá críticas» y cuestionó si los «autoproclamados guardianes de la moralidad pública» pronto estarían «pisándole los talones» a Madonna. Aun así, aseguró que lleva «años cantando e interpretando canciones atrevidas». En la misma línea, Elizabeth Wurtzel de la revista New York anticipó que ya «podía oírse a los defensores de las mujeres maltratadas gritar» ante la canción. Sobre esto, Pareles sostuvo: «Madonna sabe que lo escandaloso vende, al igual que muchos otros artistas. Pero lo que ella ha hecho siempre es encontrar el límite de lo permisible, [como] en su nueva canción "Hanky Panky", en la cual aprueba los azotes sexuales consentidos sobre un ritmo doo-wacka-doo».
| Un éxito improbable. [...] «Hanky Panky», mejor que cualquiera de las tres melodías buenas —pero quisquillosas— de Stephen Sondheim del álbum es, desde el principio, un cascajo de subversión campy. Es una canción sobre nalgadas en el estilo swing de los años 1930 y sigue sonando como una de las novedades más deliciosas e improbables de la carrera de Madonna. —Eric Henderson de Slant Magazine en la lista de los mejores sencillos de Madonna, donde «Hanky Panky» ocupó el puesto 37. |

En comentarios menos favorables, Lucky Lara del Manila Standard opinó que, aunque podría tener una buena recepción en las radios, «sus pesadas secciones de viento podrían ser demasiado para el mercado orientado a la electrónica». Royal S. Brown, autor de Film Musings: A Selected Anthology from Fanfare Magazine (2007), fue más crítico y la nombró «ridícula», en tanto que David B. Wilson de Wilson & Alroy's Record Reviews sintió que Madonna «no estaba a la altura del reto» y la llamó la canción sobre azotes «más aburrida que pueda imaginar». No tan distante, Rooksby lo llamó un sencillo «extremadamente inútil» y declaró que «es posible que esta sea la canción supuestamente erótica más fría que alguna vez se haya grabado. Vuelvan Jane Birkin y Serge Gainsbourg, todo está perdonado». Para David Fricke de Rolling Stone, no tenía el estilo de la otra música creada para Dick Tracy. Maury Dean de Rock N Roll Gold Rush: A Singles Un-Cyclopedia (2003) la tildó de «superficial» y Leonard Pitts Jr. de The Vindicator de «basura». Los lectores de la revista Record Mirror lo clasificaron en el noveno lugar de los peores sencillos de 1990, y la revista británica Sky lo denominó «posiblemente el peor sencillo en la historia del universo».
En un artículo dedicado al trigésimo aniversario de la banda sonora, Mike Wass de Idolator afirmó que «no sonaría fuera de lugar en Cabaret» y añadió que «figura como uno de los éxitos más improbables de los 90». Sobre su aparición en el programa de televisión de Arsenio Hall, Matthew-Walker admitió que Madonna había conmocionado tanto al público como al presentador al «admitir libremente el significado» de la canción y, aunque algunas de sus respuestas fueron censuradas, reconoció que el resultado de su presencia representó una «publicidad masiva, perfecta para la promoción del mismo sencillo. Algunos podrían afirmar que solo se hizo para eso, pero el hecho es que ella simplemente respondió con franqueza a una pregunta directa». Bruce Pollock la incluyó dentro de las 7500 canciones más importantes de la era del rock and roll, y figuró entre los cuarenta temas más destacados de la discografía de Madonna en Jenesaispop y Rolling Stone. Asimismo, otras publicaciones como Official Charts Company o HuffPost lo consideraron uno de los temas más «infravalorados» de su carrera.

## Presentaciones en vivo y versiones de otros artistas

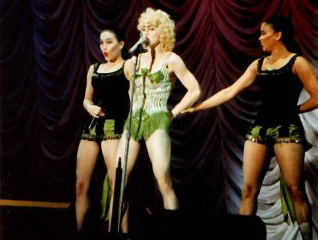
Madonna y sus coristas Donna De Lory y Niki Haris durante la presentación de «Hanky Panky» en el Blond Ambition World Tour de 1990

Madonna interpretó «Hanky Panky» en su tercera gira musical Blond Ambition World Tour (1990). Era la undécima canción del repertorio —después de «Sooner or Later» y antes de «Now I'm Following You»— y formó parte del tercer segmento del espectáculo, con temática de cabaré y dedicado a los temas de I'm Breathless. El vestuario estuvo a cargo de la diseñadora Marlene Stewart, amiga de la cantante, y consistió en un corsé brillante adornado con flecos de marabú verdes y blancos. Tanto el escenario como la coreografía se inspiraron en las películas clásicas de Fred Astaire y Ginger Rogers y supusieron una desviación del resto del espectáculo. Tras finalizado «Sooner or Later», Madonna, en su personaje de Breathless Mahoney, se quitaba un vestido negro transparente para revelar el corsé y, acompañada por Niki Haris y Donna De Lory, presentaba un número burlesco «digno de un musical antiguo», que incluyó algunas bromas dirigidas al público relacionadas con el sadomasoquismo: «Cuando hago daño a la gente, me siento mejor, ¿saben a lo que me refiero? Todos conocen los placeres de una buena nalgada, ¿verdad?». A mitad de la presentación, uno de los bailarines aparecía en el escenario representado como el personaje Dick Tracy —con una gabardina amarilla de Burberry y un fedora del mismo color— y era seducido por la cantante y sus coristas, quienes intentaban desvestirlo. En medio de su «parloteo» con el bailarín, este sacaba un disco de vinilo y Madonna se lo entregaba a su teclista, para dar paso a la siguiente canción, «Now I'm Following You». En su reseña al concierto en Japón, Keith Cahoon de Rolling Stone lo calificó como un «candente número» entre lo más destacado de la noche, y Ralph Kisiel del Toledo Blade declaró que la artista «mostró inesperadamente un prometedor lado blues cuando alteró su voz de niña para gruñir algunas letras en "Hanky Panky", que sonaba a big band». La actuación se transmitió en vivo en el especial televisivo de HBO Madonna Live! Blond Ambition World Tour 90 y posteriormente figuró en los videoálbumes Blond Ambition Japan Tour 90, filmado en Yokohama (Japón) en abril de 1990, y Blond Ambition World Tour Live, rodado en Niza (Francia) en agosto de ese mismo año. Asimismo, un extracto apareció como pista adicional en el VHS del documental de la gira, Madonna: Truth or Dare (1991).

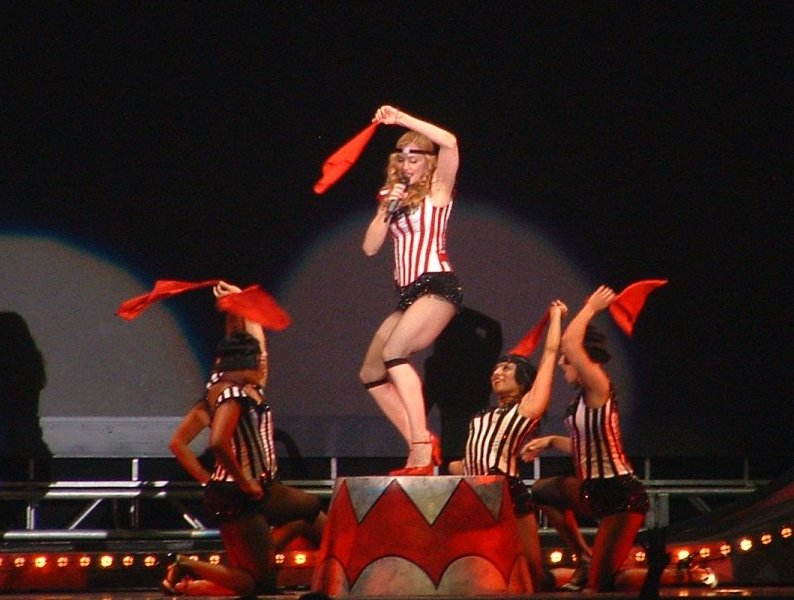
Madonna interpretando «Hanky Panky» en el tercer segmento de la gira Re-Invention World Tour (2004), con temática circense y carnavalesca

Catorce años después, en 2004, Madonna interpretó «Hanky Panky» en el Re-Invention World Tour; en esta ocasión, era la décima canción del repertorio, después del interludio de «Hollywood» (2003) y antes de «Deeper and Deeper» (1992), y abría el tercer segmento del espectáculo, con temática circense y carnavalesca. Descrito como un número «alegre de showgirl», fusionó la música jazz con el género de teatro vodevil y el burlesque. La artista lució un conjunto de estilo flapper de los años 1920 —diseñado por Karl Lagerfeld de Chanel— que consistió en un bustier de rayas rojas y blancas y unos pantalones cortos. En general, la actuación obtuvo comentarios variados de la crítica; entre las reseñas positivas, la biógrafa Michelle Morgan elogió la «enérgica» presentación; Liz Smith del New York Post la calificó como «simplemente divertida»; y Eddi Fiegel, coautor de Madonna: Blond Ambition (2012) la describió como «llamativa». Sean Piccoli del Sun-Sentinel lo llamó un «momento Bette Midler, si alguna vez Madonna tuvo uno», y sintió que, en cuanto a su voz, «estuvo en plena forma, capaz de convocar la emoción en el humor vampy de "Hanky Panky"». Por el contrario, Jane Stevenson del Toronto Sun calificó al segmento circense como la parte «más débil» del espectáculo y cuestionó la decisión de Madonna de incluir a la «horrible canción de Dick Tracy» en el concierto, opinión que compartieron Barbara Ellen del periódico The Observer, Dave Simpson de The Guardian y Elizabeth Chorney-Booth de la revista canadiense Chart Attack; esta última lo citó como uno de los temas «más flojos» de su repertorio. Igualmente, Tony Clayton-Lea de The Irish Times señaló que hubo «cejas fruncidas» ante la inclusión de los «éxitos menos atractivos de su carrera» como «Hanky Panky». La introducción instrumental de la canción apareció en una de las escenas del documental de la gira, I'm Going to Tell You a Secret (2006), pero la actuación no figuró en el álbum en vivo del mismo nombre.

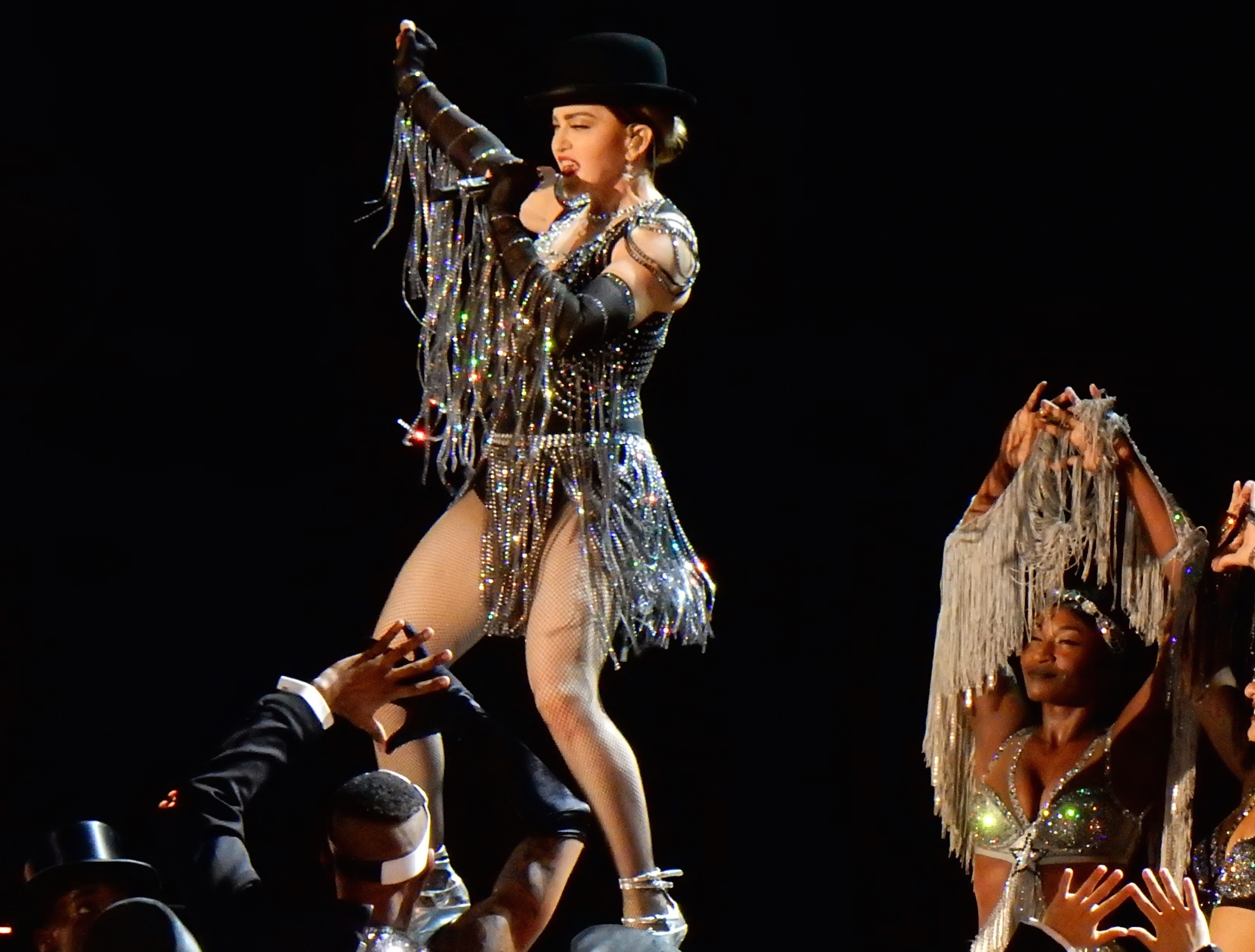
La artista cantando el tema durante el último concierto del Rebel Heart Tour en Sídney

En el último concierto de la gira Rebel Heart Tour, realizado en marzo de 2016 en el Allphones Arena de Sídney, en Australia, Madonna cantó unos versos de la canción en la última parte del espectáculo. «Hanky Panky» apareció en la película de 1997 The Real Blonde, y la actriz estadounidense Alicia Witt la interpretó en «Ally McBeal: The Musical, Almost», el vigesimoprimer y último episodio de la tercera temporada de la serie de televisión Ally McBeal, emitido en mayo de 2000 por la cadena Fox. Ese mismo año, la banda de música alternativa e indie Killer Nannies In America grabó el tema para el álbum homenaje The Material Girl: A Tribute to Madonna. Otra versión rockabilly interpretada por el grupo estadounidense Danny Dean & the Homewreckers figuró en el disco The Immaculate Deception: A Tribute to the Music of Madonna (2004), publicado por las discográficas Independents Anonymous y Delirium Records; en su reseña al material, Embo Blake de Hybrid Magazine afirmó que era un «tema animado con todo lo que cabe esperar de un buen rockabilly, pero con el sabor adicional de algunas de las letras más pronunciadamente ridículas de Madonna». La orquesta The Gary Tesca Orchestra grabó una versión instrumental para el álbum Who's That Girl: The Madonna Story, Vol. 1, puesto a la venta por el sello Charly Records en marzo de 2006, y cuatro años después figuró en A Tribute to Madonna (2010) del grupo homenaje Material Girls.

## Lista de canciones y formatos
| 7" / Casete / CD de 3" |                                   |          |  |
| N.º                    | Título                            | Duración |  |
| 1.                     | «Hanky Panky» (versión del álbum) | 3:57     |  |
| 2.                     | «More» (versión del álbum)        | 4:56     |  |

| 12" / Maxi CD / Maxi casete / Digital |                                             |          |  |
| N.º                                   | Título                                      | Duración |  |
| 1.                                    | «Hanky Panky» (Bare Boss Single Mix)        | 3:54     |  |
| 2.                                    | «Hanky Panky» (Bare Bottom Twelve Inch Mix) | 6:35     |  |
| 3.                                    | «More» (versión del álbum)                  | 4:56     |  |

## Posicionamiento en listas
| País/Continente   | Lista (1990)                      | Posición más alta |
| ----------------- | --------------------------------- | ----------------- |
| Alemania          | Offizielle Deutsche Charts        | 21                |
| Argentina         | Cámara Argentina del Disco        | 3                 |
| Australia         | ARIA Top 50 Singles               | 6                 |
| Austria           | Ö3 Austria Top 40                 | 20                |
| Bélgica (Flandes) | Ultratop 50 Singles               | 15                |
| Canadá            | RPM Top 100 Tracks                | 18                |
| Canadá            | The Record Retail Singles         | 2                 |
| Canadá            | The Record Contemporary Hit Radio | 3                 |
| España            | AFYVE                             | 13                |
| Estados Unidos    | Billboard Hot 100                 | 10                |
| Estados Unidos    | Crossover Top 40/Dance            | 23                |
| Estados Unidos    | Hot 100 Sales                     | 13                |
| Estados Unidos    | Hot 100 Airplay                   | 11                |
| Estados Unidos    | Dance Singles Sales               | 9                 |
| Estados Unidos    | Cash Box Top 100 Pop Singles      | 8                 |
| Estados Unidos    | Cash Box Dance Singles            | 7                 |
| Estados Unidos    | Gavin Report Top 40               | 9                 |
| Estados Unidos    | Hitmakers Mainstream Top 40       | 8                 |
| Estados Unidos    | Hitmakers Crossover Top 40        | 19                |
| Estados Unidos    | Hitmakers Top Selling Singles     | 9                 |
| Estados Unidos    | Hits Top 50 Singles               | 12                |
| Estados Unidos    | Observer-Reporter The Hit List    | 9                 |
| Estados Unidos    | Radio & Records CHR/Pop           | 10                |
| Estados Unidos    | The Network 40 Hit Singles        | 9                 |
| Europa            | Eurochart Hot 100 Singles         | 4                 |
| Europa            | European Airplay Top 50           | 1                 |
| Finlandia         | Suomen virallinen lista           | 1                 |
| Irlanda           | IRMA                              | 3                 |
| Italia            | Musica e dischi                   | 4                 |
| Nueva Zelanda     | RMNZ                              | 6                 |
| Países Bajos      | Nederlandse Top 40                | 13                |
| Países Bajos      | Single Top 100                    | 21                |
| Reino Unido       | UK Singles Chart                  | 2                 |
| Suiza             | Schweizer Hitparade               | 15                |

| País/Continente | Lista (1990)              | Posición |
| --------------- | ------------------------- | -------- |
| Australia       | ARIA Top 50 Singles       | 45       |
| Europa          | Eurochart Hot 100 Singles | 89       |
| Europa          | European Airplay Top 50   | 24       |

## Certificaciones y ventas
| País (organismo certificador) | Certificación | Unidades certificadas/Ventas |
| ----------------------------- | ------------- | ---------------------------- |
| Australia (ARIA)              | Oro           | 35 000                       |
| Estados Unidos (RIAA)         | Oro           | 500 000                      |
| Reino Unido (BPI)             | Plata         | 210 000                      |

## Créditos y personal

### Dirección
- Grabación en Johnny Yuma Recording y Ocean Way Recording (Los Ángeles)
- Mezcla en Can-Am Recording (Tarzana)
- Masterización en Precision Lacquer (Hollywood)

### Personal
- Madonna: voz, composición, producción
- Patrick Leonard: teclados, composición, producción
- Jeff Porcaro: batería
- Guy Pratt: bajo
- Donna De Lory: coros
- Niki Haris: coros
- N'Dea Davenport: coros
- Jeremy Lubbock: arreglos
- Brian Malouf: ingeniería, mezcla
- Patrick MacDougall: asistente de mezcla
- Stephen Marcussen: masterización
- Kevin Gilbert: remezcla, producción adicional
- Patrick Demarchelier: fotografía
- Jeri Heiden: diseño

Créditos adaptados de las notas del vinilo de 12" de «Hanky Panky» y del álbum I'm Breathless.